# Nhóm ngôn ngữ Tây Iberia
Nhóm ngôn ngữ Tây Iberia thuộc nhóm ngôn ngữ Iberia-Rôman bao gồm nhóm ngôn ngữ Castilia (Tây Ban Nha, Judaeo-Tây Ban Nha, Extremadura và Loreto-Ucayali), Astur-Leon (Asturias, Leon, Miranda và Cantabria) và nhóm ngôn ngữ Galicia-Bồ Đào Nha hậu duệ của tiếng Galicia-Bồ Đào Nha (Bồ Đào Nha, Galicia, Eonavia, Fala và Judaeo-Bồ Đào Nha).
Cho đến vài thế kỷ trước, chúng đã hình thành một cụm phương ngữ bao gồm các khu vực miền tây, trung và nam của bán đảo Iberia ngoại trừ các vùng lãnh thổ nói tiếng Basque và tiếng Catalunya. Đây vẫn là tình trạng ở một số khu vực, đặc biệt là ở miền bắc của bán đảo, nhưng do lịch sử xã hội học khác nhau của các ngôn ngữ nhóm này (Bồ Đào Nha độc lập từ đầu thế kỷ 12, Tây Ban Nha thống nhất vào cuối thế kỷ 15 dưới thời Quân chủ Công giáo, những người tiếng Tây Ban Nha Castilia có quyền lực cao hơn người nói các ngôn ngữ Iberia khác), tiếng Tây Ban Nha và tiếng Bồ Đào Nha có xu hướng vượt qua đồng thời tiếp thu ở mức cao các ngôn ngữ chị em của chúng trong khi chúng tiếp tục chuyển hướng lẫn nhau.
Có tranh cãi về việc các thành viên của các nhóm con Galicia-Bồ Đào Nha và Astur-Leon hiện đại là nhóm ngôn ngữ hay nhóm phương ngữ. Một cách phân loại phổ biến, mặc dù còn tranh cãi, cho rằng tiếng Bồ Đào Nha và tiếng Galicia cũng như tiếng Asturias, León và Miranda là các ngôn ngữ riêng biệt. Tiếng Cantabria và tiếng Extremadura được coi là đồng phương ngữ của tiếng Leon theo UNESCO, trong khi chúng là một phương ngữ tiếng Castilia trong mã ISO.
Papiamento là một ngôn ngữ creole Tây Iberia được nói ở Tây Ấn Hà Lan và được cho là bắt nguồn từ tiếng Bồ Đào Nha, Judaeo-Bồ Đào Nha, Tây Ban Nha và Judaeo-Tây Ban Nha. 

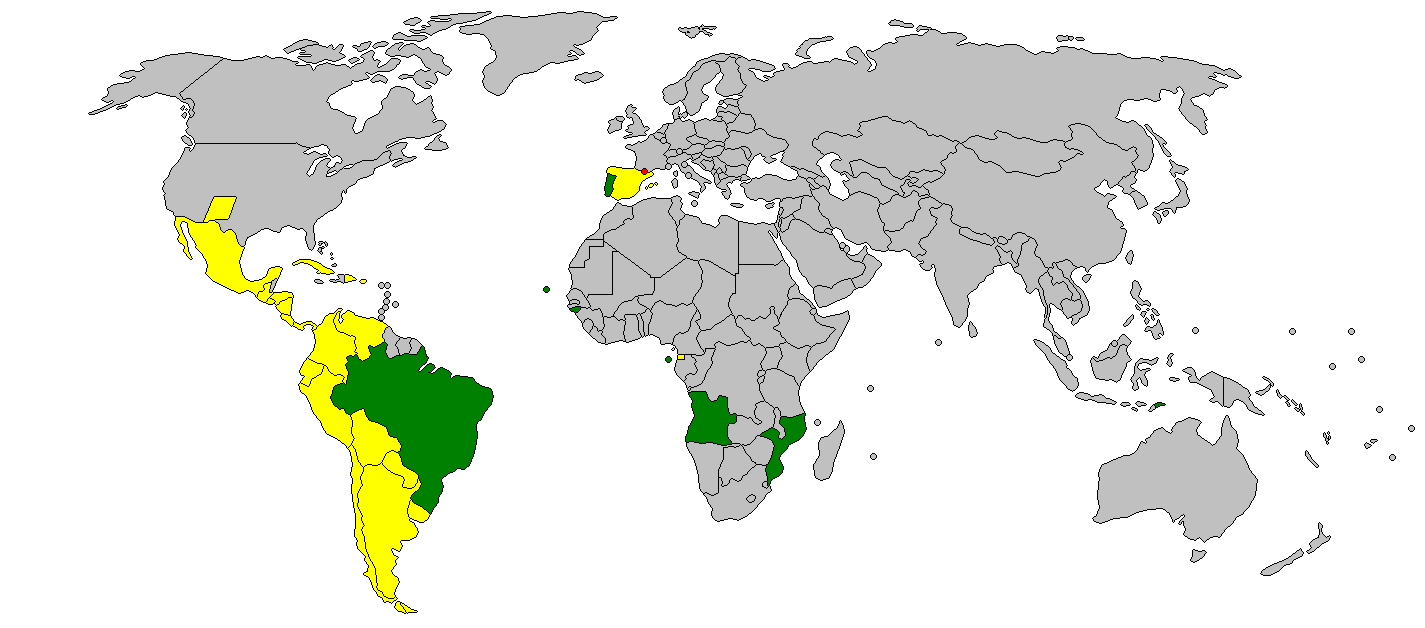
Khu vực nói ngôn ngữ Iberia-Rôman

## Phân loại
Kí hiệu dao găm (†) chỉ các ngôn ngữ đã biến mất
- Tây Iberia 
  - Castilia
    - Tây Ban Nha
    - Judaeo-Tây Ban Nha
    - Extremadura [a]
    - Loreto-Ucayali

  - Galicia-Bồ Đào Nha
    - Bồ Đào Nha
    - Galicia
    - Eonavia [b]
    - Fala
    - Judaeo-Bồ Đào Nha 

  - Astur-Leon
    - Asturias
    - León
    - Miranda
    - Extremadura
    - Cantabria

  - Pyrenean Mozarabic 
    - Aragon
    - Navarra-Aragon 
    - Judaeo-Aragon 
    - Rôman Andalusi 

  - Barranquenho[c]